# Stanislav Govoruchin
Stanislav Sergejevitj Govoruchin (ryska: Станислав Сергеевич Говорухин), född 29 mars 1936 i Berezniki, Sovjetunionen, död 18 juni 2018 i Barvicha, Ryssland, var en sovjetisk-rysk filmregissör, manusförfattare, skådespelare och filmproducent. 
Govoruchin är framförallt känd i sitt hemland för en miniserie, Mesto vstretji izmenit nelzia (Место встречи изменить нельзя) från 1979, med bland annat Vladimir Vysotskij och Armen Dzjigarchanjan i rollerna.[källa behövs]
År 1987 regisserade han en ryskspråkig filmatisering av Agatha Christies deckare Tio små negerpojkar, inspelad på Krimhalvön vid Svarta havets norra kust, betitlad Desjat negritjat ("Tio små negrer").

## Filmografi i urval*
- 1973 – Robinson Crusoe
- 1980 – 20:e århundradets pirater (manus)
- 1987 – Desiat negritiat
- 1987 – Assa (roll)
- 1990 – Inget sätt att leva
- 1992 – Vårt förlorade Ryssland (regi, manus och roll)

Regi om inget annat anges*